# Peperomia puerto-ospinana
Peperomia puerto-ospinana är en pepparväxtart som beskrevs av Trel. & Yunck.. Peperomia puerto-ospinana ingår i släktet peperomior, och familjen pepparväxter. Inga underarter finns listade i Catalogue of Life.